# Нові Шарашлі
Нові Шарашлі́ (рос. Новые Шарашлы, башк. Яңы Шәрәшле) — присілок у складі Бакалинського району Башкортостану, Росія. Входить до складу Старошарашлинської сільської ради.
Населення — 36 осіб (2010; 48 у 2002).
Національний склад:
- росіяни — 94 %